# Königreich Taschir-Dsoraget
Das Königreich Taschir-Dsoraget (armenisch Տաշիր-Ձորագետի Թագավորություն Taschir-Dsorageti Thagaworuthjun), später auch als Königreich Lori, Lori-Taschir oder Kjurikidisches Königreich bezeichnet, war ein mittelalterliches armenisches Königreich, welches im Jahre 979 von der kjurikidischen Dynastie, einem Zweig der armenischen Bagratiden, als Vasallenstaat des Königreiches Armenien etabliert wurde. Wegen seiner Nähe zum bereits untergegangenen Albania, dessen Nachfolgerschaft es beanspruchte, nannte es sich auch Königreich von Albania oder Lori-Albania.
Der Staat umfasste Gebiete im heutigen Nord-Armenien, Nordwest-Aserbaidschan und dem Süden Georgiens. Begründer des Königreiches und der Dynastie der Kjurikiden war der auch als Gurgen I. bekannte König Kjurike I.

## Geschichte
979 gewährte König Sembat II. von Armenien seinem Bruder Kjurike die Provinz Taschir und verlieh ihm den Titel König. Der dadurch begründete Dynastiezweig der Kjurikiden würde schließlich die Bagratiden in Ani überdauern. Zentrum des Reiches war zunächst die Festung Samschwilde.
Unter der Herrschaft von König Dawit I., der seinem Vater Kjurike I. auf den Thron folgte und zwischen 989 und 1048 regierte, weitete das Königreich seinen Einflussbereich aus, indem es Territorien der Emirate von Tiflis und Gəncə annektierte und deren Reste zu Vasallen machte. Er gründete auch die Festung Lori. 1001 versuchte Dawit I. ohne Erfolg, die Unabhängigkeit Taschirs von den armenischen Bagratiden zu erklären. Folglich wurde er von König Gagik I. durch die Konfiskation seiner gesamten Besitztümer bestraft, woraufhin ihm der Beiname Anhoghin verliehen wurde, der in etwa „der Landlose“ bedeutet. 1017 gelang es ihm jedoch, das benachbarte Gardman zu annektieren. Seither beanspruchten die Herrscher von Taschir auch die Königswürde von Albania.
Mit dem Tode Dawits bestieg Kjurike II. den Thron, der von 1048 bis 1089 regierte. Nach dem Fall des bagratidischen Königreiches von Ani 1045 an das Byzantinische Reich wurde Kjurike II. durch die Byzantiner der Titel Kuropalates und Taschir-Dsoraget die Unabhängigkeit gewährt. 1065 wurde die Hauptstadt des Königreiches von Matsnaberd nach Lori verlegt. Als die Seldschuken in den Kaukasus vorrückten, unterwarf sich Kjurike II. dem Seldschukenreich, zumindest nominell, als Vasall. Er gab seine Schwester Alp Arslan zur Frau und übergab die Festung Samschilde. Zum Höhepunkt seiner Macht genoss das Königreich Taschir-Dsoraget die Oberhoheit über das Emirat von Tiflis und das Königreich Kachetien-Heretien, welches von 1029 bis 1105 von einem Zweig der Kjurikiden-Dynastie regiert wurde. Diese ging aus der Ehe Dawit I. mit der Schwester des bagratidischen Herrschers von Kachetien hervor, deren Sohn Gagik II., Bruder Kjurikes II., das Land erbte.
1089 folgte Dawit II. seinem Vater Kjurike II. auf den Thron. Die Seldschuken nahmen ihm nach und nach die Macht über sein Reich, sodass er ab etwa 1100 nur mehr über die Festungen Norberd und Tawusch herrschte. Auf die Seldschuken folgte 1118 die Annexion Taschirs durch das Königreich Georgien. Auch nach der Annexion ihres Königreiches behielten die Kjurikiden, die ihren Halt über die Festungen Tawusch, Matsnaberd und Norberd gestärkt hatten, ihre Titel jedoch bis zum Fall der Region an das Mongolenreich im 13. Jahrhundert.
Bedeutsam waren die kjurikidischen Könige vor allem durch die Prägung ihrer eigenen Münzen, auf deren Rückseite der Satz „Möge der Herr Kjurike den Khorapaghat (Kuropalates) unterstützen“ eingraviert wurde. Sie finanzierten zudem die Errichtung mehrerer Kirchen und Klöster in Nordarmenien, darunter die Klöster von Sanahin, Haghpat und Haghartsin, in denen die meisten der Könige beigesetzt wurden.

## Galerie

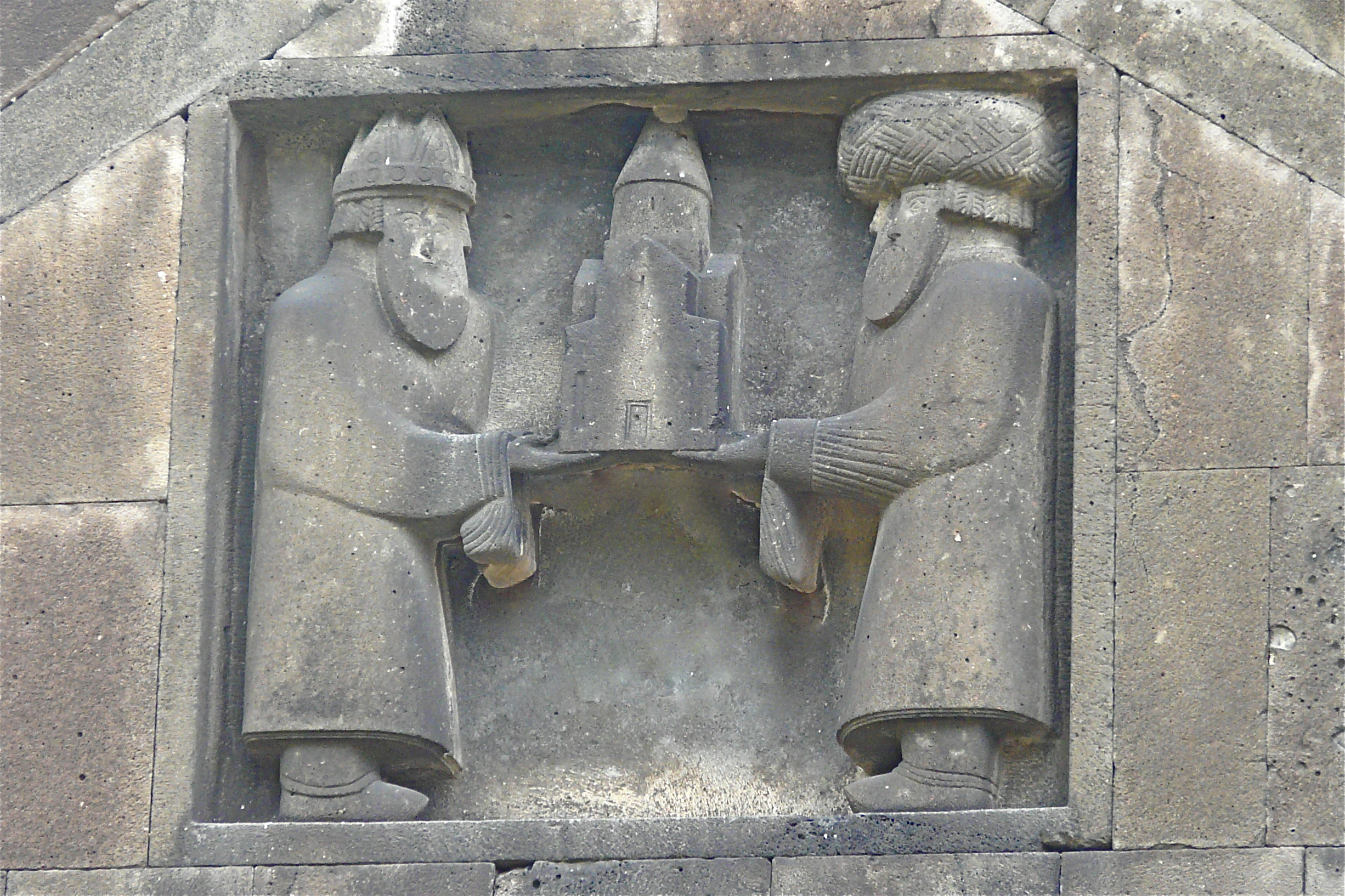
Sembat II. und sein Bruder Kjurike I., abgebildet am Eingang des Klosters Haghpat
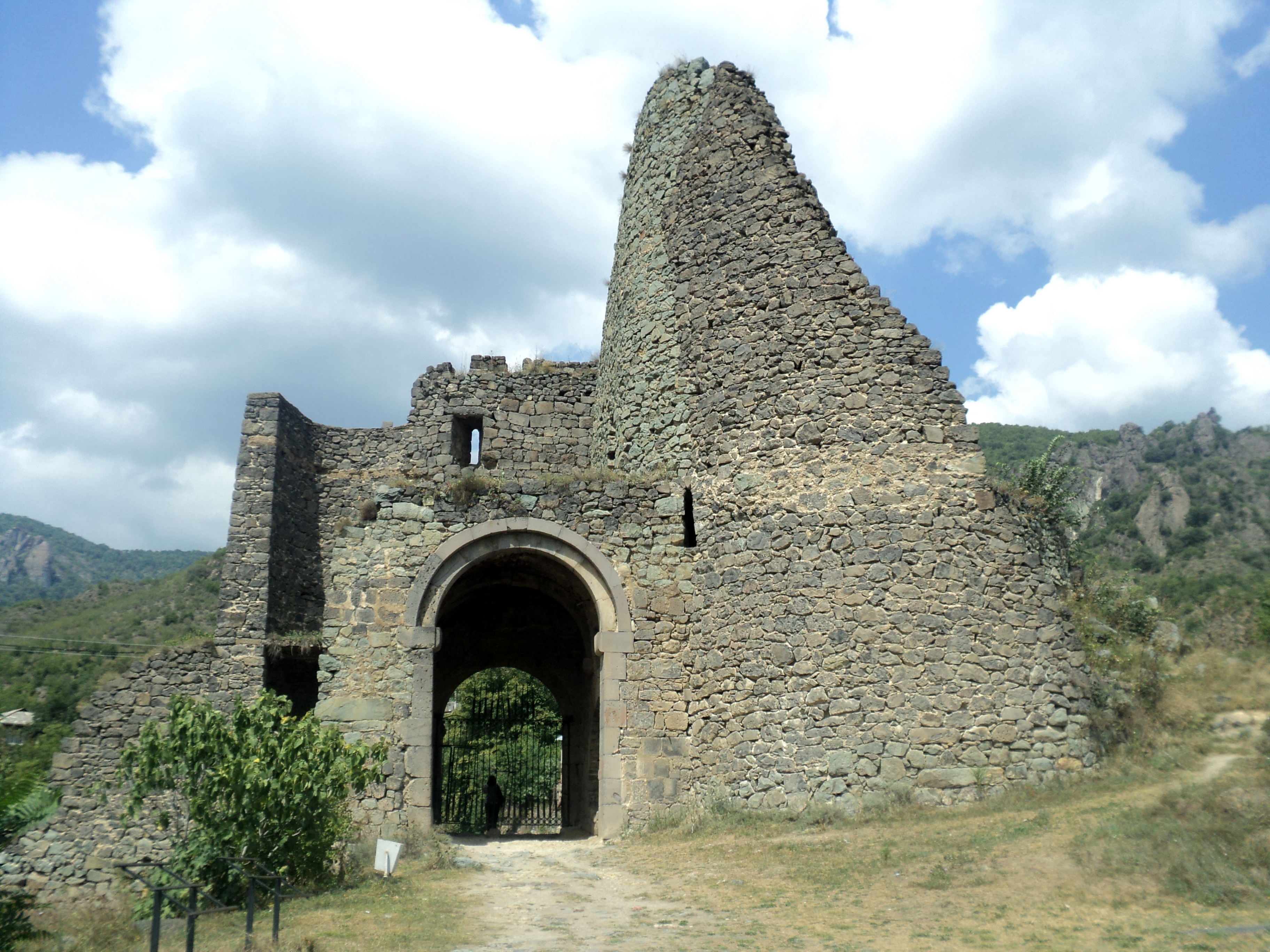
Festung Achtala, errichtet durch die Kjurikiden gegen Ende des 10. Jahrhunderts
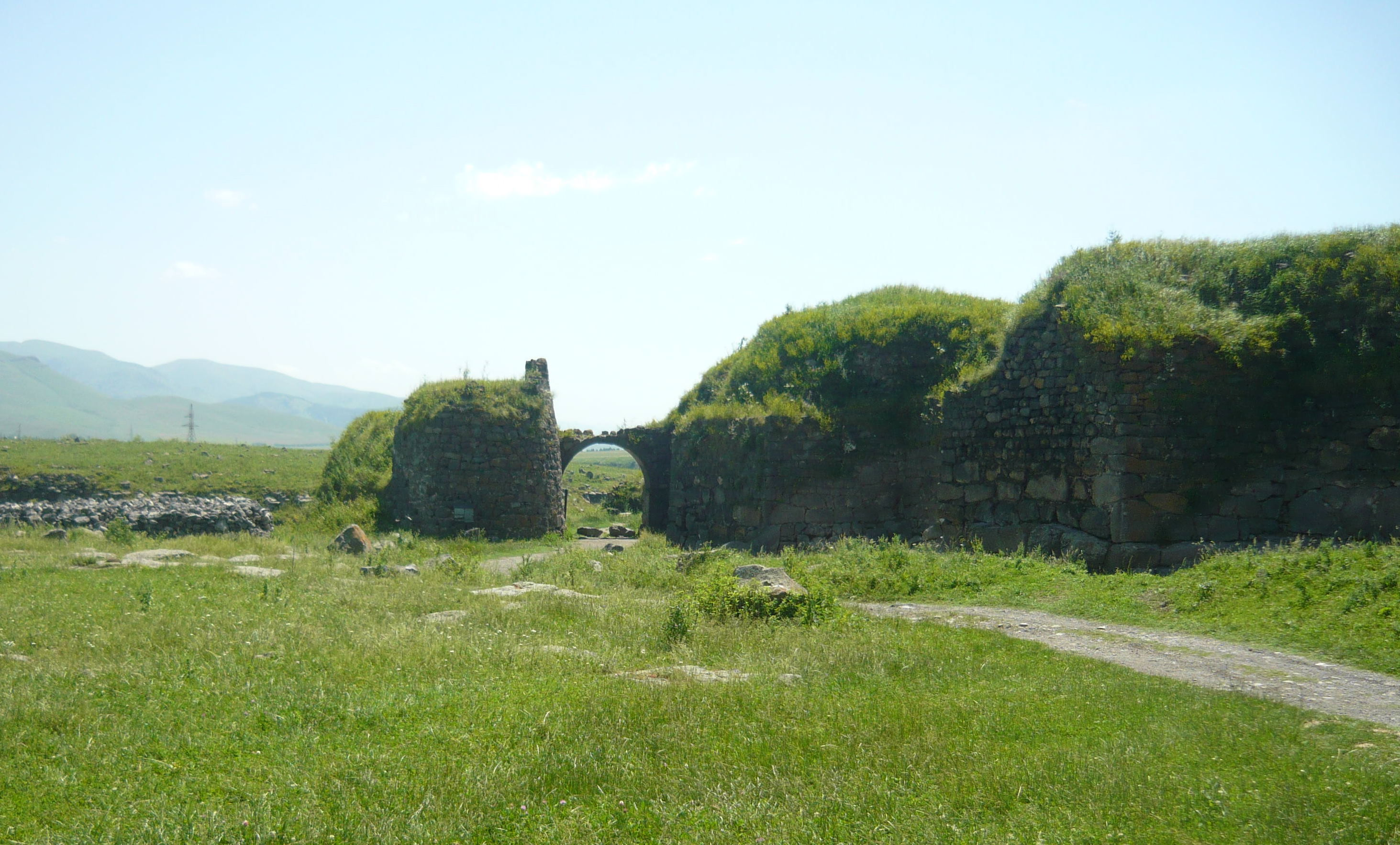
Ruinen von Lori, der zweiten Hauptstadt des Königreiches
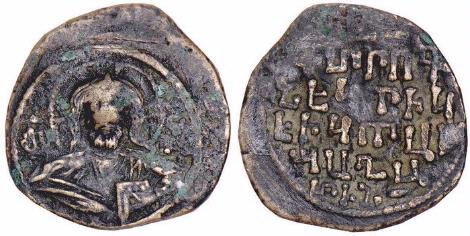
Kjurikidische Münze, Vorderseite: Abbild von Kjurike II., Rückseite: Armenische Gravur